# Colchester
Colchester es una ciudad en el condado de Essex (Inglaterra) Reino Unido. Es el sitio en que se ubicó la ciudad de Camulodunum, capital de la tribu celta de los trinovantes y la más antigua ciudad de Inglaterra. Su población de acuerdo al censo de 2001 era de 104 390 habitantes.

## Historia

### Britania prerromana
La aldea de Camulodunum estaba situada en la ribera sur del río Colne y fue capital de los trinovantes desde el 25 a. C. Fue conquistada por Caratacus, líder de los catuvellani, y se convirtió en capital de esta nación.

### Britania romana
En el 43 D.C..el emperador Claudio reemprendió la conquista romana de Britania y ocupó el territorio de Camulodunum, donde se levantó una fortaleza legionaria que se transformó rápidamente en una colonia, Colonia Claudia Victricensis, que es el embrión de la ciudad actual. El primer templo romano en Gran Bretaña, el Templo del Divino Claudio, fue construido aquí. 
En el 60 durante la sublevación de Boudica la ciudad fue completamente destruida. Tras la derrota de la revuelta, la capital administrativa fue trasladada a Londinium (Londres) y Camulodunum fue reconstruida completamente, con lo que su importancia se redujo en gran medida. Continuó existiendo como población romana, destacada en la producción de vasijas (terra sigillata), ladrillos y vino.
Tras la retirada de las legiones hay por un lado evidencia arqueológica de disposiciones defensivas efectuadas alrededor del año 400 en Balkerne Gate y por otro del abandono de los edificios públicos.

### Historia medieval
Nennius, un cronista del siglo VIII, menciona la ciudad (a la que denomina Caer Colun), en su lista de las 30 ciudades más importantes de Gran Bretaña. 
Algunos sugieren que la legendaria Camelot de las leyendas de Arturo se origina en el recuerdo de Camulodunum por parte de los britanos romanizados que recordaban el período como una edad dorada. Por mucho tiempo se consideró que la falta de hallazgos anglosajones en el triángulo Londres-Colchester-St Albans indicaba una zona donde se mantuvo por un tiempo la dominación británica aún después de la llegada de los anglosajones. No obstante se han encontrado posteriormente algunos restos, incluyendo una cabaña sajona del siglo V construida sobre las ruinas de una casa romana.
Finalmente ocupada por los sajones, la ciudad fue llamada Colne Ceaster, la colonia (de los romanos) castrum, que se transformaría en la actual denominación.
En el siglo IX la ciudad fue ocupada por los vikingos, quienes mantuvieron su control hasta el 920 en que fue recuperada por el rey de Wessex Eduardo el Viejo. En el siglo XI los normandos construyeron el castillo de Colchester sobre las ruinas del templo romano. En 1189 Ricardo Corazón de León concedió a la ciudad su Carta Real.

### Historia moderna y contemporánea
Entre 1550 y 1600, un gran número de tejedores de Flandes emigró a Colchester. Un área del centro de la ciudad es todavía conocida como el Barrio holandés y muchos edificios datan de la época de los Tudor. Durante este período, Colchester se convirtió en una de las más prósperas ciudades en Inglaterra.
En 1648, durante la segunda guerra civil inglesa, un ejército leal a la Corona, al mando de Charles Lucas y George Lisle, se refugió en la ciudad. El ejército parlamentario dirigido por Thomas Fairfax y Henry Ireton sitió la ciudad durante once semanas y media. Los realistas se rindieron a fines del verano y sus dirigentes fueron ejecutados en el castillo de Colchester.